# Moïse Maatouk
Moïse Maatouk (Bizerta, Tunísia, 17 de febrer de 1949) és un director de cinema i guionista de documentals francès.

## Obres
- Isabelle 1973 : guionista i director
- La Passion d'une femme sans cœur 1975 : guionista i director
- Le baiser au cinéma 1977 : guionista i director
- Entractes d'avant guerre 1978 : guionista i director
- Les quatre-vingts ans d'Arletty 1978 : guionista i director
- Hommage à Charlie Chaplin 1978 : guionista i director
- Sarah Bernhardt la première star 1979 : guionista i director
- Jean Renoir 1979 : guionista i director
- Une valse à cent ans 1980 : guionista i director
- Histoire du film annonce 1981 : guionista i director
- Les films annonces de Stanley Kubrick 1981 : guionista i director
- Arletty raconte Arletty 1988 : guionista i director[2]
- Le Dîner des bustes 1988 : guionista i director
- Michel Simon 1995 : guionista i director

## Premis
- Gran Premi Curtmetratge al XXI Festival Internacional de Cinema Fantàstic de Sitges (a Sitges) 1988[3]
- Gran Premi de curtmetratge al Festival Internacional de Cinema Fantàstic de Brussel·les 1989
- Gran premi curtmetratge a les Trobades Internacionals de Cinema de Prada de Conflent 1988
- Gran premi curtmetratge al Festival du film d'humor de Chamrousse 1989